# Joan Ambrosio Dalza
Joan Ambrosio Dalza (* 2. Hälfte des 15. Jahrhunderts in Mailand; † nach 1507) war ein italienischer Lautenist und Komponist, über dessen Leben nichts bekannt ist.

## Werk
Im Vorwort zu Petruccis 4. Lautenbuch (zuvor erschienen zwei Bücher mit Werken von F. Spinacino; das dritte ist verschollen) wird Dalza als „Milanese“ und „ausgezeichneter Musiker und Lautenspieler“ („excellente musico e sonator de lauto“) bezeichnet. Das 1508 in Venedig erschienene Buch enthält neben einigen improvisationsartigen Präludien („Tastar de corde“) und Recercare hauptsächlich Tanzsätze. Drei sind für zwei Lauten gesetzt - ein Saltarello, eine Piva und eine Calata (meist ein ruhiger Schreittanz). Von den zwölf weiteren Calate sind sechs als „Calata ala spagnola“ und eine zweiteilige Calata als „Calata de strambotti“ bezeichnet. Den größten Raum beanspruchen neun suitenartige Tanzfolgen der Form Pavana – Saltarello – Piva (bei den letzten beiden Suiten ist die Piva durch einen Spingardo ersetzt bzw. als solcher benannt).
Außerdem findet man (im Libro quarto) ein Caldibi castigliano genanntes Stück, das, ebenso wie die bereits erwähnten Calate, spanischen Einfluss verrät, und vier Intabulierungen von Vokalstücken (etwa Poiche volse la mia stella). Zwei davon sind Frottole von B. Tromboncino, die bereits in früher von Petrucci publizierten Büchern erschienen sind.
Dalzas Stücke sind von großer Schlichtheit (besonders wenn man sie mit den in den vorherigen Büchern gedruckten Stücken von Spinacino vergleicht). Der Musikwissenschaftler Wasielewski schrieb dazu:

„Die in diesem Werk enthaltenen Musikstücke sind von höchst geringfügiger Beschaffenheit. Sie offenbaren eine seltene Gedankenarmuth und rechtfertigen keineswegs das vom Autor sich selbst ertheilte Prädikat eines „excellenten Musikers“. Auch ist der Lautensatz, vom Standpunkt der blossen Klangwirkung aus betrachtet, sehr dürftig.“

Dalza selbst begründete die Simplizität seiner Stücke mit der Nachfrage des Publikums und versprach: „Für die Zukunft werde ich mir mehr Mühe geben, den Anforderungen der Wissenschaft gerecht zu werden.“

## Werkausgaben
- Joan Ambrosio Dalza, Intabulatura de Lauto. Petrucci, 1508. Teil I–III (Teil I = Tastar de corde / Calate ausLibro Quarto, Teil II = Padoane alla Venetia). In: Helmut Mönkemeyer (Hrsg.): Die Tabulatur. Heft 6–8. Friedrich Hofmeister, Hofheim am Taunus 1967 (Enthalten sind neben der Vorlage in italienischer Tabulatur auch Übertragungen für Laute oder ein Tasteninstrument und für die Gitarre).
- Gian Luca Lastraioli (Hrsg.): Joanambrosio Dalza, Collected Works for Lute. TREE EDITION Albert Reyerman, 2007 (Übertragung in französische Tabulatur).